# Płocice (jezioro)
Płocice – zastające jezioro przepływowe w Polsce, położone w województwie pomorskim, w powiecie kościerskim, w gminie Lipusz, w mezoregionie Bory Tucholskie.

## Opis
- Powierzchnia: 20,4044 ha.
- Własność Agencji Nieruchomosci Rolnych (do 1945 własność rolnika z wsi Płocice).